# DeWitt (Illinois)
DeWitt es una villa ubicada en el condado de DeWitt en el estado estadounidense de Illinois. En el Censo de 2010 tenía una población de 184 habitantes y una densidad poblacional de 270,12 personas por km².

## Geografía
DeWitt se encuentra ubicada en las coordenadas 40°11′5″N 88°47′8″O / 40.18472, -88.78556. Según la Oficina del Censo de los Estados Unidos, De Witt tiene una superficie total de 0.68 km², de la cual 0.68 km² corresponden a tierra firme y (0%) 0 km² es agua.

## Demografía
Según el censo de 2010, había 184 personas residiendo en DeWitt. La densidad de población era de 270,12 hab./km². De los 184 habitantes, De Witt estaba compuesto por el 99.46% blancos, el 0% eran afroamericanos, el 0% eran amerindios, el 0.54% eran asiáticos, el 0% eran isleños del Pacífico, el 0% eran de otras razas y el 0% pertenecían a dos o más razas. Del total de la población el 0.54% eran hispanos o latinos de cualquier raza.